# Halydaia luteicornis
Halydaia luteicornis là một loài ruồi trong họ Tachinidae.